# (13615) Manulis
(13615) Manulis  es un asteroide perteneciente al cinturón de asteroides, descubierto el 28 de noviembre de 1994 por Carolyn Shoemaker y David Levy desde el Observatorio de Palomar, en Estados Unidos.

## Designación y nombre
Manulis se designó inicialmente como 1994 WP13.
Más adelante fue nombrado en honor al astrónomo israelí  Ilan Manulis (n. 1949).

## Características orbitales
Manulis orbita a una distancia media del Sol de 2,6034 ua, pudiendo acercarse hasta 2,0537 ua y alejarse hasta 3,1531 ua. Tiene una excentricidad de 0,2111 y una inclinación orbital de 12,6777° grados. Emplea en completar una órbita alrededor del Sol 1534 días.

## Características físicas
Su magnitud absoluta es 13,5. Tiene 5,497 km de diámetro. Su albedo se estima en 0,280.